# Colonia Constitución
Colonia Constitución es una localidad del estado mexicano de Guerrero. Es parte del municipio de Tlapa de Comonfort.

## Demografía
| Censo | Población |
| ----- | --------- |
| 2000  | 265       |
| 2010  | 1 185     |
| 2020  | 1 532     |